# Истопки (Брянская область)
Исто́пки — село в Климовском районе Брянской области России. Административный центр Истопского сельского поселения.

## География
Село находится в юго-западной части Брянской области, в зоне хвойно-широколиственных лесов, в пределах Полесской низменности, при автодороге 15К-2302, на левом берегу реки Снов, на расстоянии примерно 16 км (по прямой) к востоку-северо-востоку от Климово, административного центра района. Абсолютная высота — 144 м над уровнем моря.

### Климат
Климат характеризуется как умеренно континентальный, с умеренно тёплым летом и относительно мягкой зимой. Среднегодовая многолетняя температура воздуха составляет 5,2 °С. Средняя температура воздуха самого тёплого месяца (июля) — 18,2 °C (абсолютный максимум — 36 °C); самого холодного (января) — −8,1 °C (абсолютный минимум — −37 °C). Безморозный период длится в среднем 158 дней. Среднегодовое количество атмосферных осадков составляет 590 мм, из которых большая часть выпадает в тёплый период. Снежный покров держится в течение 113 дней.

### Часовой пояс
Село Истопки, как и вся Брянская область, находится в часовой зоне МСК (московское время). Смещение применяемого времени относительно UTC составляет +3:00.

## Население
| 2010 | 2013 |
| ---- | ---- |
| 357  | ↘340 |

### Национальный состав
Согласно результатам переписи 2002 года, в национальной структуре населения русские составляли 98 % из 359 чел.